# Troy (film)
 For alternative betydninger, se Troy. (Se også artikler, som begynder med Troy)
Troy er en britisk episk actionfilm fra 2004 instrueret og produceret af Wolfgang Petersen. Filmen er baseret på Iliaden af Homer og har Brad Pitt, Eric Bana og Orlando Bloom på rollelisten. Troy blev nomineret til en Oscar for bedste kostumer.

## Plot
Prins Hektor af Troja og hans lillebror Paris er i Sparta for at forhandle fred mellem Troja og Sparta. Paris har der forelsket sig i kong Menelaos' dronning Helen, og han smugler hende hjem til Troja. Rasende sværger Menelaos hævn. Menelaos får sin bror, Agamemnon, til at gå i krig. Agamemnon har samlet en græsk hær og har i årevis ønsket at erobre Troja og få kontrol over Det Ægæiske Hav. Han bruger bortførelsen som begrundelse for at invadere Troja. General Nestor beder ham tage den legendariske kriger [Achilleus] med for at samle tropperne.
Odysseus får Phtia til at overtale Achilleus til at gå med i krigen. Han kamptræner med sin unge fætter Patroklos. Achilleus har svært ved at bestemme sig og besøger sin mor Thetis for at få råd. Hun fortæller ham, at hvis han bliver hjemme, får han et langt og lykkeligt liv, men efter hans død, vil ingen huske ham. Men hvis han tager med til Troja, vil han vinde hæder i kamp, og hans navn vil blive husket altid. Men han vil dø der. Achilleus vælger at drage i krig.
Grækerne sejler mod Troja. Achilleus og myrmidonerne har de hurtigste roere og når først i land. De dræber mange trojanere og skænder Apollos tempel. Briseis, en trojansk prinsesse, bliver fanget i templet, og Achilleus redder hende fra at blive voldtaget.
Achilleus og hans myrmidonere vil ikke kæmpe, fordi Agamemnon har krævet Briseis. Mens grækerne omringer Troja, udfordrer Paris Menelaos til duel. Men Agamemnon har planer om at angribe byen uanset udfaldet. Paris bliver såret, men ikke dræbt. Hector griber ind og dræber Menelaos. Grækerne angriber  trojanerne, men bliver beskudt af bueskytterne på Trojas mure. Hector dræber Ajax i kampen.
Trojanerne angriber overraskende. Da Grækerne er tæt på nederlag, kommer Achilleus og myrmidonerne dem til hjælp. Han kæmper mod Hector og bliver dødeligt såret. Men da Hector trækker Achilleus hjelm af, viser det sig, at det er Patroklos i Achilleus' rustning. Begge hære bliver enige om våbenhvile resten af dagen, og Odysseus fortæller Hector, hvem han i virkeligheden havde dræbt. Eudorus fortæller Achilleus, som havde sovet under kampen, Patrokles' død. Grækerne havde også taget Patroklos for Achilleus. 
Achilleus bliver rasende og sværger hævn. Samme nat tænder Achilleus Patroklos' ligbål.
Næste dag står Achilleus alene foran Trojas port og råber på Hector. Hector gør sig klar til duel mod Achilleus, og han siger farvel til familie og venner. De to kæmper jævnbyrdigt, men Hector dør. Til alles bestyrtelse binder Achilleus Hectors lig til sin stridsvogn og trækker ham efter sig til den græske lejr.
Om natten sniger kong Priamos sig ind i den græske lejr for at hente Hectors lig. Achilleus tillader, at Hector kan blive begravet, og Priamos får 12 dage til det. Achilleus fortæller Priamos, at Hector var den bedste modstander han nogensinde har kæmpet mod. Achilleus lader også Priamos tage Briseis med. Achilleus giver Eudorus en sidste ordre: at føre hans krigere hjem.
I de tolv dage, hvor Troja sørger over Hectors død, får Odysseus den ide at bygge en stor hul hest, som grækerne kan gemme krigere i. Grækerne efterlader hesten i deres lejr og sejler til skjult bugt. De trojanske præster mener, at hesten er en offergave til Poseidon. Fordi trojanerne tror, de har sejret, tager de hesten ind i byen og fester. En trojansk spejder finder de græske skibe i bugten, men bliver dræbt af grækerne, før han kan fortælle om det. Odysseus, Achilleus og deres mænd inde i hesten kommer ud af den om natten og åbner byportene, så hæren kan komme ind. Nu begynder nedslagtningen, nedbrændingen og plyndringen af Troja. Den trojanske hær forsøger at forsvare det kongelige palads men mislykkedes, og grækerne stormer paladset og dræber Glaukos og Priamos.
Mens Troja brænder, hjælper Andromache Helene og mange andre med at flygte fra Troja gennem en tunnel, som Hector havde vist hende. Paris ser Æneas med dem og giver ham Trojas sværd. Achilleus søger desperat efter Briseis, der bliver truet af Agamemnon. Hun dræber Agamemnon med en kniv og skjules af Achilleus, så Agamemnons vagter ikke finder hende. Mens Achilleus hjælper Briseis, skyder Paris ham i hælen og i overkroppen. Briseis løber til Achilleus og han beder Briseis følge Paris ud af byen. Inden Achilleus dør, fjerner han alle pilene fra sin krop. Da soldaterne finder ham, sidder kun en enkelt pil i hælen. Det får myten om achilleshælen til at opstå. Hans begravelse sker i ruinerne af Troja dagen efter.

## Medvirkende
- Brad Pitt
- Eric Bana
- Orlando Bloom
- Brian Cox
- Diane Kruger
- Sean Bean
- Brendan Gleeson
- Garrett Hedlund
- Tyler Mane
- John Shrapnel
- Vincent Regan
- Julie Christie
- Ken Bones
- Julian Glover
- Peter O'Toole
- Rose Byrne
- James Cosmo
- Nigel Terry
- Trevor Eve
- Frankie Fitzgerald

## Ekstern henvisning
- Wikimedia Commons har flere filer relateret til Troy (film)
- Troy på Internet Movie Database (engelsk)
- Troy på Filmdatabasen
- Troy på Scope
- Troy i Svensk Filmdatabas (svensk)
- Troy på AlloCiné (fransk)
- Troy på MovieMeter (nederlandsk)
- Troy på AllMovie (engelsk)
- Troy hos American Film Institute (engelsk)
- Troy på Turner Classic Movies (engelsk)
- Troy på The Movie Database (engelsk)